# Бийкинское сельское поселение
Бийкинское се́льское поселе́ние — муниципальное образование в Турочакском муниципальном районе Республики Алтай Российской Федерации.
Административный центр — село Бийка.

## История
Бийкинский сельский совет был образован 10 января 1963 года. В административно-территориальное подчинение вновь образованного сельского совета были переданы сёла Чуйка, Бийка, Азван, Тазычан, Кайнач с центром в селе Бийка.
Статус и границы сельского поселения установлены Законом Республики Алтай от 13 января 2005 года № 10-РЗ «Об образовании муниципальных образований, наделении соответствующим статусом и установлении их границ».

## Население
| 2010 | 2011 | 2012 | 2013 | 2014 | 2015 | 2016 | 2017 | 2018 |
| ---- | ---- | ---- | ---- | ---- | ---- | ---- | ---- | ---- |
| 670  | ↗671 | ↘653 | ↘641 | ↘632 | ↘624 | ↘615 | ↘609 | ↘605 |
| 2019 | 2020 | 2021 |      |      |      |      |      |      |
| ↘602 | ↘601 | ↘541 |      |      |      |      |      |      |

## Состав сельского поселения
| № | Населённый пункт | Тип населённого пункта       | Население |
| - | ---------------- | ---------------------------- | --------- |
| 1 | Бийка            | село, административный центр | ↘537      |
| 2 | Чуйка            | село                         | ↘78       |